# Inmigración china en Santa Elena
La inmigración china en Santa Elena se refiere al movimiento migratorio desde la región de China hacia la isla Santa Elena, un territorio británico de ultramar en el océano Atlántico Sur. Actualmente, los inmigrantes y sus descendientes conforman una minoría étnica, representando el 25 % de la población local, con 1932 habitantes. La gran mayoría de ellos son trabajadores contratados.

## Historia
La importación de esclavos africanos, hecha por la Compañía Británica de las Indias Orientales, fue declarada ilegal en 1792 por el gobernador Robert Patton (1802-1807), quién recomendó la importación de mano de obra china para complementar la fuerza de trabajo rural. Para ello, el gobierno colonial británico envió una solicitud a China para buscar trabajadores. La gran mayoría llegó al territorio entre 1810 y 1834. El número más alto fue de 618 arribados en 1818. Posteriormente, a muchos se les permitió quedarse, y sus descendientes se integraron en la población.
La primera aparición de un barrio chino fuera de Singapur ocurrió en 1852, cuando en un libro el reverendo Hatfield, aplicó el término para definir el asentamiento de chinos en la isla de Santa Elena.